# Crau

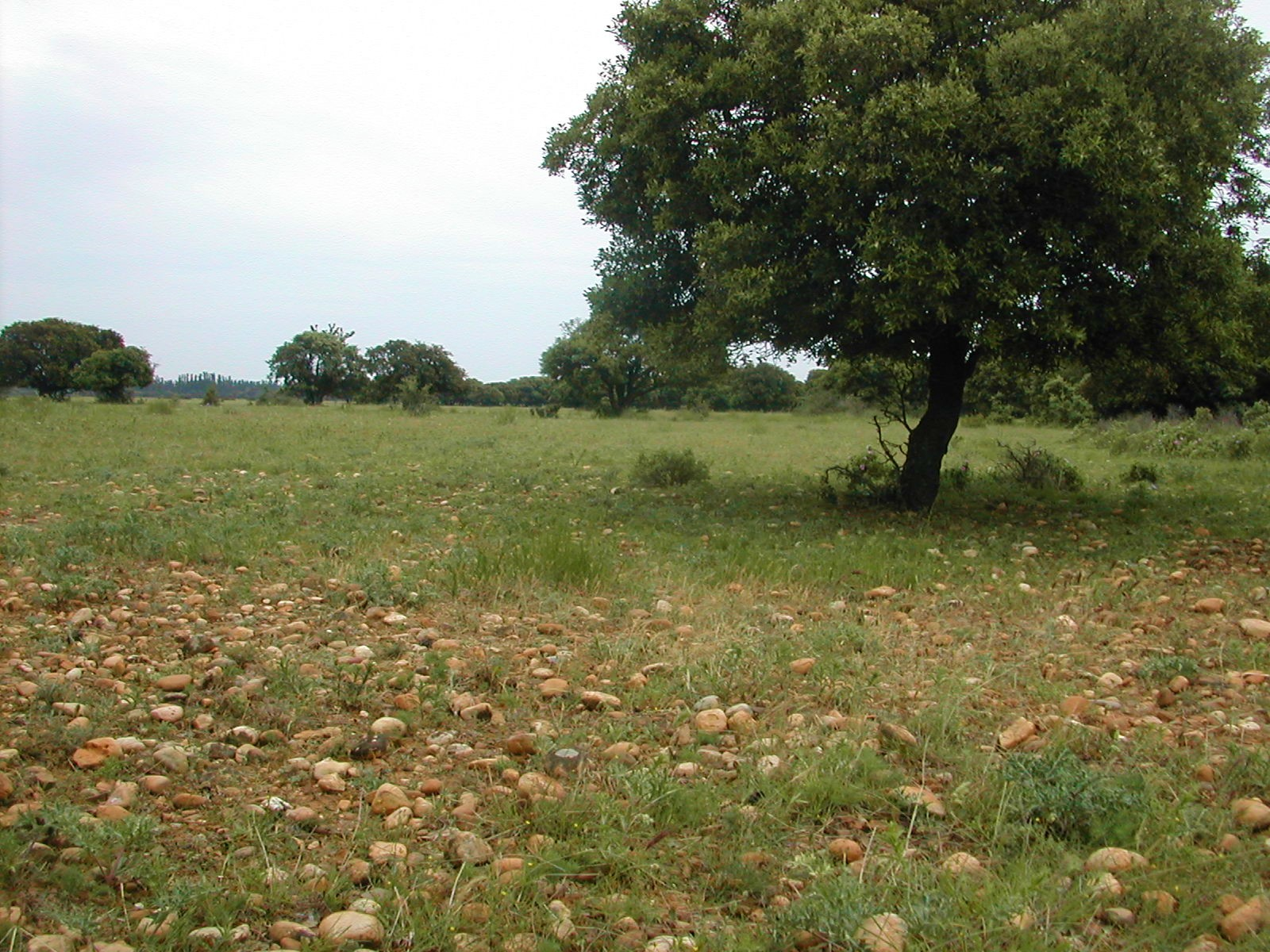
vlakte van de Crau

Situering van Crau ten opzichte van Arles en Salon-de-Provence

De Vlakte van de Crau (plaine de la Crau) is een streek in Frankrijk ten oosten van Arles in de Provence. Oorspronkelijk was het een dorre streek waarvan de ondergrond bestond uit stenen, aangevoerd door de Durance die zich in ongeveer 200.000 jaar geleden niet in de Rhône stortte, maar via de Crau in de Middellandse Zee.
Door de aanleg van het Canal de Craponne in de zestiende eeuw wordt een deel van het gebied geïrrigeerd. 
Het andere deel is nog steeds een steppegebied, waar op grote schaal schapen worden gehouden, die leven van de coussous, de plukjes gras tussen de stenen.  Een deel van deze Provençaalse woestijn is nu ingenomen door de luchtmachtbasis Istres-Le Tubé.
Het centrum van de streek is het stadje Saint-Martin-de-Crau.